# Porter-Cable
Porter-Cable je ameriško podjetje, ki proizvaja električna, akumulatorska in pnevmatska orodja. Poter-Cable je podružnica skupine Stanley Black & Decker.
Podjetje je bilo ustanovljeno leta 1906 kraju Syracuse v ameriški zvezni državi New York,  ustanovitelji so bili R.E. Porter, G.G. Porter in F.E. Cable.